# Cane Maggiore
Il Cane Maggiore (in latino Canis Major) è una delle 48 costellazioni elencate da Tolomeo ed è anche una delle 88 costellazioni moderne. Secondo il mito rappresenta uno dei due cani che seguono il cacciatore Orione (il quale ha una costellazione a lui dedicata, Orione) assieme al Cane Minore.
Il Cane Maggiore contiene la stella più brillante del cielo notturno, Sirio, costituente il vertice meridionale del Triangolo Invernale.

## Caratteristiche

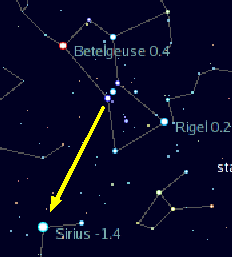
Prolungando la linea della cintura di Orione si può individuare Sirio

Il Cane Maggiore è visibile nel cielo serale nei mesi compresi fra dicembre e aprile, coincidenti nell'emisfero boreale al periodo dell'inverno e della primavera; pur non essendo una costellazione molto estesa (ricopre solo 380 gradi quadrati di volta celeste), la sua individuazione in cielo è abbastanza semplice, grazie alla presenza della brillante stella Sirio, che rappresenta il naso (o la bocca) del cane. Per individuare Sirio, qualora la sua elevata luminosità non fosse sufficiente, si può sfruttare un asterismo molto noto e immediatamente riconoscibile: la Cintura di Orione.
Prolungando verso sud-est la linea ideale che unisce le tre stelle della cintura si incontra Sirio; la stella è inoltre riconoscibile perché costituisce il vertice meridionale di un altro grande asterismo, noto nell'emisfero boreale col nome di Triangolo invernale, formato, oltre a Sirio, dalle brillanti stelle Procione (α Canis Minoris) e Betelgeuse, la rossa α Orionis. Il resto della costellazione si estende a sud di Sirio, seguendo parallelamente la linea della Via Lattea australe, fino agli oltre 30° di declinazione sud. La parte meridionale della costellazione contiene dei campi stellari particolarmente ricchi, ben visibili in parte anche ad occhio nudo.
La sua visibilità è certamente facilitata dalle regioni dell'emisfero australe, ma la sua relativa vicinanza all'equatore celeste fa sì che questa costellazione sia ben osservabile con facilità anche dalle regioni boreali, con la sola eccezione delle aree a ridosso e a nord del circolo polare artico; in particolare la stella Sirio, trovandosi nella parte settentrionale della costellazione, è ben osservabile anche ben oltre il circolo polare.

### Stelle principali

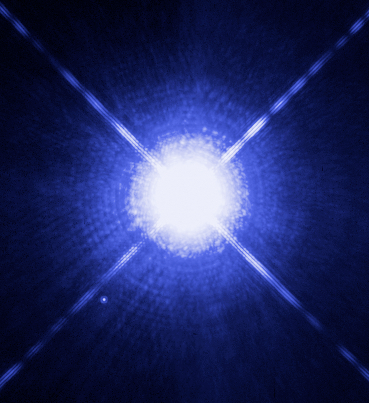
Da questa ripresa del Telescopio spaziale Hubble si notano Sirio e, più piccola a sinistra, Sirio B

- Sirio (α Canis Majoris) è la stella più importante della costellazione, nonché la più brillante di tutto il cielo: ha una magnitudine apparente di -1,46 ed è anche una delle stelle più vicine (8,8 anni luce dal Sole). La sua gelida luce bianco-azzurra risplende nelle notti invernali, vicino ad altre stelle dal colore simile, quasi a formare quella che fu definita da Nicolas Louis de Lacaille "una raccolta di diamanti celesti che brillano in cielo sfavillando nelle notti più terse[1]". I più potenti telescopi mostrano che vicino a Sirio è posta una stellina molto più debole (magnitudine 8,7), tanto da essere difficilmente percepibile nel bagliore dell'ingombrante compagna. Questa stellina, chiamata Sirio B, è stata una delle prime nane bianche ad essere scoperte. Secondo la tradizione, fu il figlio dell'ottico Clark a vederla per primo nel 1862, puntando uno strumento appena costruito dal padre verso Sirio[2]. L'esistenza di Sirio B, tuttavia, era già stata prevista teoricamente, dal momento che Sirio si sposta in cielo oscillando regolarmente con un periodo di 50 anni[3]. Tali oscillazioni venivano spiegate supponendo che esistesse un corpo orbitante attorno alla stella: Sirio B è proprio il corpo responsabile di questo movimento.
- Mirzam (β Canis Majoris), di magnitudine 2, il cui nome significa "l'Araldo" poiché al levarsi della costellazione precede la più luminosa Sirio. Mirzam è una stella blu caldissima, la cui luminosità oscilla tra magnitudine 1,93 e 2, in un periodo di circa 6 ore.[4] Rispetto a Sirio è molto più lontana, distando dal Sistema solare circa 500 anni luce, ma rispetto a questa ha una magnitudine assoluta molto più elevata: se Sirio e Mirzam fossero poste alla stessa distanza, quest'ultima sarebbe ben più luminosa.[5]
- Adhara (ε Canis Majoris) di magnitudine 1,5, il cui nome significa "le vergini", è una luminosissima supergigante blu, che possiede una compagna di magnitudine 7,8 la cui visibilità è ostacolata dalla luminosità della componente principale. Tuttavia, la coppia può essere risolta con uno strumento di 75 mm di diametro. Inoltre, la stella varia leggermente tra le magnitudini 1,49 e 1,53. Queste leggerissime oscillazioni di magnitudine sono ancora un mistero per gli astronomi ma si pensa che Adhara potrebbe avere una terza, debolissima compagna, causa di quelle oscillazioni. A dare grattacapi agli studiosi non è tanto la variazione di luminosità, ma il periodo: cinque settimane, periodo decisamente troppo lungo[6].
- Wezen (δ Canis Majoris), di magnitudine 1,8; è una supergigante gialla ed è una delle stelle in assoluto più luminose della costellazione (50.000 volte quella solare); a causa però della sua maggiore distanza dal Sole, circa 1540 anni luce, risulta essere solo la terza più luminosa della costellazione.
- Aludra, di magnitudine apparente 2,4. Supergigante blu, molto lontana dal sistema Solare (1700 anni luce), ma luminosissima (66.000 volte la Luminosità solare).

### Stelle doppie
- Un'interessante binaria è ζ Canis Majoris, chiamata anche Furud. Vista ad occhio nudo, rivela una magnitudine pari a 3 ma osservata con un binocolo o un modesto telescopio, si scopre una piccola compagna, di magnitudine intorno alla settima. Il sistema è posto a 336 anni luce dalla Terra e l'orbita delle due stelle l'una intorno all'altra è di poco superiore ai due anni. Invece, la coppia formata da ο1 Canis Majoris ed ο2 Canis Majoris è solo apparente, essendo la seconda, che tra l'altro è una delle stelle con la magnitudine assoluta più alta, molto più distante.
- Due sistemi doppi ed una stella singola portano il nome ν Canis Majoris; ν1 Canis Majoris (lontana 277 a.l.) è una gigante gialla di magnitudine 5,7 con una piccola stella gialla simile al Sole di magnitudine 7,7. Simile è ν2 Canis Majoris (65 anni luce), però molto più luminosa (magnitudine 4). ν3 Canis Majoris è una gigante arancione di magnitudine 4,4 con una piccola compagna di ottava magnitudine.
- Anche ξ Canis Majoris è una coppia apparente; ξ1 Canis Majoris è una subgigante blu distante 2050 anni luce e di magnitudine 4,3, mentre ξ2 Canis Majoris è una nana rossa di sequenza principale che ha una magnitudine di 4,6 cui la relativa vicinanza (410 anni luce) contribuisce non poco.

| Principali stelle doppie |                                          |                                          |             |             |                                 |           |
| Nome                     | Coordinate equatoriali all'epoca J2000.0 | Coordinate equatoriali all'epoca J2000.0 | Magnitudine | Magnitudine | Separazione (in secondi d'arco) | Colore    |
| Nome                     | AR                                       | Dec                                      | A           | B           | Separazione (in secondi d'arco) | Colore    |
| HD 46547                 | 06h 32m 39s                              | -32° 01′ 50″                             | 5,69        | 8,70        | 24,7                            | azz + b   |
| ν1 Canis Majoris         | 06h 36m 23s                              | -18° 39′ 36″                             | 5,70        | 7,65        | 17,4                            | ar + b    |
| Sirio                    | 06h 45m 09s                              | -16° 42′ 47″                             | -1,44       | 8,50        | 11,5                            | azz + b   |
| μ Canis Majoris          | 06h 56m 07s                              | -14° 02′ 36″                             | 5,10        | 7,6         | 2,8                             | g + b     |
| 17 Canis Majoris AB      | 06h 55m 03s                              | -20° 24′ 18″                             | 5,80        | 8,48        | 43                              | b + ar    |
| 17 Canis Majoris BC      | 06h 55m 03s                              | -20° 24′ 18″                             | 8,48        | 9,16        | 34                              | ar + b    |
| 145 Canis Majoris        | 07h 16m 37s                              | -23° 18′ 56″                             | 4,79        | 6,01        | 26,8                            | ar + g    |
| HD 56731                 | 07h 16m 57s                              | -30° 53′ 49″                             | 6,30        | 8,0         | 37,9                            | b + b     |
| η Canis Majoris          | 07h 24m 06s                              | -29° 18′ 11″                             | 2,45        | 6,77        | 185                             | azz + azz |

### Stelle variabili

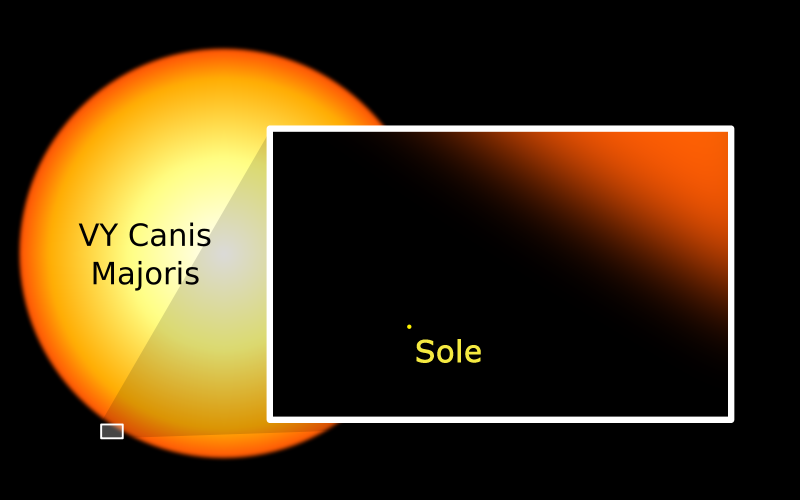
Confronto tra il Sole e VY Canis Majoris, l'ottava stella più grande sinora conosciuta

Nel Cane Maggiore ci sono alcune stelle variabili interessanti, tutte identificate con la Nomenclatura di Flamsteed.
- 10 Canis Majoris è una Variabile Gamma Cassiopeiae che varia tra magnitudine 5,1 e 5,4.
- 12 Canis Majoris appartiene alla classe di variabili che fa capo a Cor Caroli, Alfa del Cane da Caccia. Varia tra 6 e 6,1.
- 27 Canis Majoris è una binaria spettroscopica formata da due variabili, la prima che pulsa tra magnitudine 4,5 e 4,7, la seconda tra 5,3 e 5,45.
- Anche Iota, gigante blu distante 3100 anni luce, varia leggermente la propria luminosità, tra 4,36 e 4,4.
- Wezen (δ) è una supergigante bianca, che ha una magnitudine di 1,8, ma non grandi attrattive al di fuori del fatto di essere una stella variabile, così come Eta (η) o Aludra.
- Omega appartiene ad una classe di variabili (le variabili Gamma Cassiopeiae) poco comune. Varia tra magnitudine 3,6 e 4,2 in un giorno.
- La già citata VY Canis Majoris è la stella più grande conosciuta: larga 2100 volte il Sole, se sostituita alla nostra stella i suoi strati esterni arriverebbero a Saturno.

| Principali stelle variabili |                                          |                                          |             |             |                  |                                 |
| Nome                        | Coordinate equatoriali all'epoca J2000.0 | Coordinate equatoriali all'epoca J2000.0 | Magnitudine | Magnitudine | Periodo (giorni) | Tipo                            |
| Nome                        | AR                                       | Dec                                      | Max.        | Min.        | Periodo (giorni) | Tipo                            |
| τ Canis Majoris             | 07h 18m 42,4s                            | -24° 57′ 15″                             | 4,32        | 4,37        | 1,2821           | Eclisse                         |
| R Canis Majoris             | 07h 19m 28s                              | -16° 23′ 43″                             | 5,70        | 6,36        | 1,1359           | Eclisse                         |
| W Canis Majoris             | 07h 08m 04s                              | -11° 55′ 24″                             | 6,60        | 8,40        | -                | Irregolare (Stella al carbonio) |
| RY Canis Majoris            | 07h 16m 38s                              | -11° 29′ 14″                             | 7,71        | 8,45        | 4,6783           | Cefeide                         |
| UW Canis Majoris            | 07h 18m 40s                              | -24° 33′ 31″                             | 4,84        | 5,33        | 4,3943           | Eclisse                         |
| VY Canis Majoris            | 07h 22m 58s                              | -25° 46′ 03″                             | 6,5         | 9,6         | -                | Irregolare                      |
| EW Canis Majoris (27 CMa)   | 07h 14m 15s                              | -26° 21′ 09″                             | 4,26        | 4,73        | -                | Beta Cephei                     |
| FR Canis Majoris            | 06h 21m 25s                              | -11° 46′ 24″                             | 5,46        | 5,64        | -                | Irregolare (Stella Be - γ Cas)  |
| FS Canis Majoris            | 06h 28m 17s                              | -13° 03′ 11″                             | 7,60        | 7,80        | -                | Irregolare (Stella Be)          |
| FT Canis Majoris (10 CMa)   | 06h 44m 28s                              | -31° 04′ 13″                             | 5,13        | 5,44        | -                | Irregolare (Stella Be - γ Cas)  |
| FU Canis Majoris            | 07h 00m 19s                              | -22° 07′ 09″                             | 6,48        | 6,60        | -                | Irregolare (Stella Be)          |
| FV Canis Majoris            | 07h 07m 23s                              | -23° 50′ 27″                             | 5,64        | 5,94        | -                | Irregolare (Stella Be)          |
| FW Canis Majoris            | 07h 24m 40s                              | -16° 12′ 05″                             | 4,9         | 5,7         | -                | Irregolare (Stella Be - γ Cas)  |
| FY Canis Majoris            | 07h 26m 59s                              | -23° 05′ 10″                             | 5,54        | 5,69        | -                | Irregolare (Stella Be)          |
| GU Canis Majoris            | 07h 01m 50s                              | -11° 18′ 03″                             | 6,49        | 6,72        | -                | Irregolare                      |
| κ Canis Majoris             | 06h 49m 50s                              | -32° 30′ 31″                             | 3,51        | 3,97        | -                | Irregolare (Stella Be)          |
| ο Canis Majoris             | 06h 54m 08s                              | -24° 11′ 03″                             | 3,78        | 3,99        | -                | Irregolare                      |
| ω Canis Majoris             | 07h 14m 49s                              | -26° 46′ 22″                             | 3,60        | 4,18        | -                | Irregolare                      |

## Oggetti del profondo cielo

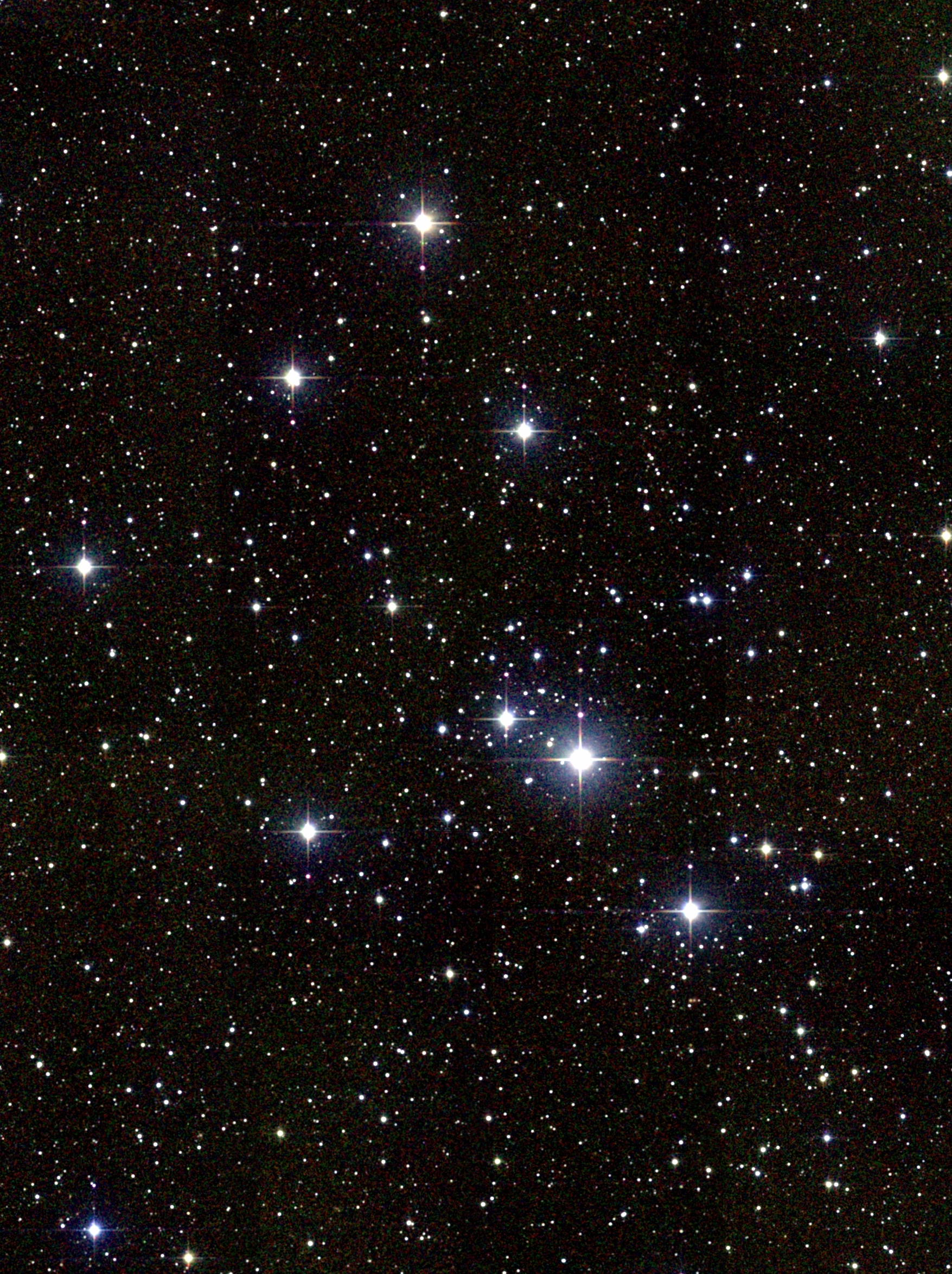
L'ammasso aperto M41

Essendo posto in una porzione di cielo vicina alla Via Lattea, il Cane Maggiore è abbastanza ricco di oggetti del profondo cielo. Sebbene non abbondino gli oggetti galattici particolarmente luminosi, entro i confini della costellazione si trovano due ammassi aperti degni di nota, facilmente osservabili anche con telescopi amatoriali: sono gli ammassi aperti M41 e NGC 2362; il primo è talmente luminoso che in condizioni favorevoli, cioè in notti limpide e senza Luna, e osservato lontano da aree afflitte da inquinamento luminoso, può essere osservato ad occhio nudo; pare infatti che fosse già noto nell'antichità diversi secoli prima dell'invenzione del telescopio. Esso è composto da circa 100 stelle, poste a più di 2000 anni luce dalla Terra. Ha una magnitudine di 4,5. NGC 2362 necessita invece di un telescopio per essere scorto; lo si rintraccia con facilità intorno alla stella Tau, che è forse parte dell'ammasso. Meno ricco di M41, è formato da circa 50 stelle a 5000 anni luce da noi. Ha una magnitudine intorno alla 4. Fra gli altri ammassi aperti vi sono NGC 2384, posto a 6500 anni luce dal nostro pianeta, vagamente simile ad una farfalla, alla portata di un binocolo; NGC 2360 è invece di decima magnitudine ed è visibile con un piccolo telescopio. NGC 2354, distante 6000 anni luce e composto di stelle con magnitudine intorno alla nona, si vede facilmente con un binocolo di media grandezza.

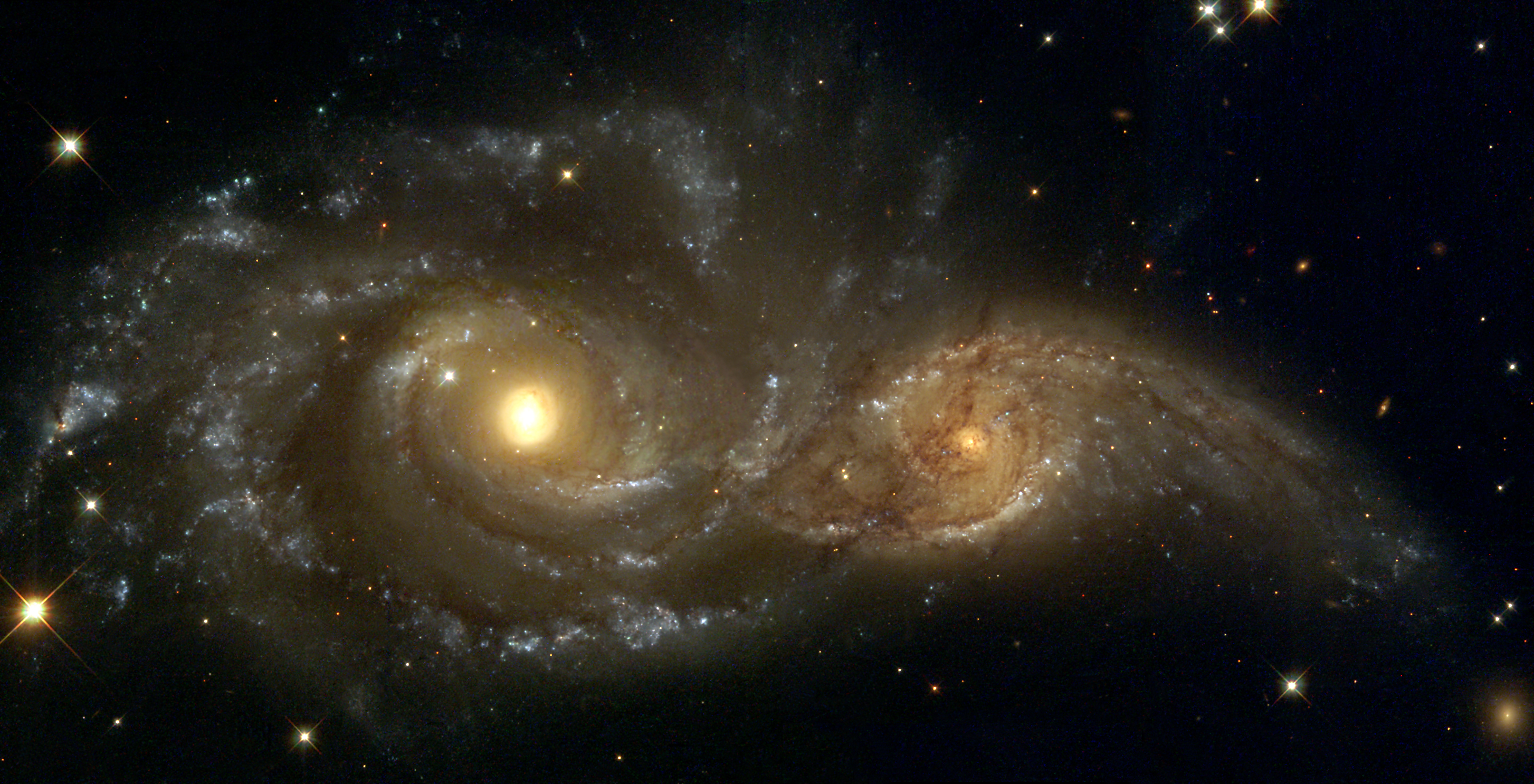
Collisione tra NGC 2207 e IC 2163

Fra le nebulose, l'unica alla portata di telescopi amatoriali è la piccola NGC 2359, nebulosa diffusa a forma di "Q", che in fotografie ottenute dopo una lunga posa appare ben evidente. a nord, sul confine con l'Unicorno, si trova la parte meridionale della Nebulosa Gabbiano, un sistema di nubi ionizzate associate a giovani stelle blu, circondate a loro volta da piccole nebulose a riflessione; queste stelle compongono l'associazione Canis Major OB1. Nella parte meridionale della costellazione infine, al confine con la Poppa, si può osservare una regione nebulosa della Via Lattea in cui la formazione stellare ha prodotto stelle di grande massa, comprese le stelle di NGC 2362: il vasto complesso nebuloso molecolare di Sh2-310.
Fra le galassie, spiccano le due galassie interagenti NGC 2207 e IC 2163, non tanto per la loro luminosità, quanto per il fatto che stanno subendo una reciproca fusione, che potrebbe portare alla nascita di una sola galassia ellittica. Le altre due galassie maggiormente degne di nota di questa costellazione sono NGC 2217 e NGC 2280, l'una spirale barrata, l'altra spirale semplice. NGC 2217 dista circa 60 milioni di anni luce e ha 10,4 come magnitudine apparente. Si trova presso la stella ζ. NGC 2280 è molo più vicina (32 milioni di anni luce), è vicina alla stella ε ed ha una magnitudine pressoché uguale alla precedente. Inoltre, nella costellazione, è presente la galassia satellite più vicina alla Via Lattea: la Galassia Nana Ellittica del Cane Maggiore, distante 42.000 anni luce dalla nostra galassia, e membro anch'essa del Gruppo Locale.
| Principali oggetti non stellari |                                          |                                          |                  |             |                                        |                 |
| Nome                            | Coordinate equatoriali all'epoca J2000.0 | Coordinate equatoriali all'epoca J2000.0 | Tipo             | Magnitudine | Dimensioni apparenti (in primi d'arco) | Nome proprio    |
| Nome                            | AR                                       | Dec                                      | Tipo             | Magnitudine | Dimensioni apparenti (in primi d'arco) | Nome proprio    |
| NGC 2207/IC 2163                | 06h 16m 26s                              | -21° 22′ 22″                             | Galassia         | 11,6        | 4,3 x 2,8                              |                 |
| NGC 2217                        | 06h 21m 40s                              | -27° 14′ 04″                             | Galassia         | 10,4        | 4,5 x 4,2                              |                 |
| NGC 2280                        | 06h 44m 49s                              | -27° 38′ 21″                             | Galassia         | 11,0        | 6,3 x 3,1                              |                 |
| M41                             | 06h 46m :                                | -20° 45′ :                               | Ammasso aperto   | 4,5         | 38                                     | Piccolo Presepe |
| NGC 2345                        | 07h 08m 19s                              | -13° 11′ 38″                             | Ammasso aperto   | 7,7         | 12                                     |                 |
| NGC 2354                        | 07h 14m 15s                              | -25° 41′ 33″                             | Ammasso aperto   | 6,5         | 20                                     |                 |
| NGC 2359                        | 07h 18m 31s                              | -13° 13′ 38″                             | Nebulosa diffusa | -           | 10 x 5                                 | Elmetto di Thor |
| NGC 2360                        | 07h 17m 43s                              | -15° 38′ 29″                             | Ammasso aperto   | 7,2         | 12                                     |                 |
| NGC 2362                        | 07h 18m 42s                              | -24° 57′ 15″                             | Ammasso aperto   | 3,8         | 8                                      |                 |
| Cr 140                          | 07h 23m 54s                              | -32° 12′ 00″                             | Ammasso aperto   | 3,5         | 42                                     |                 |
| Sh2-310                         | 07h 24m :                                | -25° :                                   | Nebulosa diffusa | -           | 240                                    |                 |
| NGC 2384                        | 07h 25m 12s                              | -21° 01′ 24″                             | Ammasso aperto   | 7,4         | 2,5                                    |                 |

## Sistemi planetari
I sistemi planetari noti nel Cane Maggiore contengono tutti due pianeti confermati. Nel caso di HD 47186 il suo pianeta più interno è un pianeta gioviano caldo molto vicino alla sua stella madre con una massa paragonabile a quella di Nettuno, mentre il pianeta più esterno si trova a circa 2,4 UA. I pianeti di HD 45364 sono anch'essi più piccoli di Giove e sono disposti su orbite inferiori a 1 UA di distanza dalla loro stella.
| Sistemi planetari |                                          |                                          |             |                   |                              |
| Nome del sistema  | Coordinate equatoriali all'epoca J2000.0 | Coordinate equatoriali all'epoca J2000.0 | Magnitudine | Tipo di stella    | Numero di pianeti confermati |
| Nome del sistema  | AR                                       | Dec                                      | Magnitudine | Tipo di stella    | Numero di pianeti confermati |
| HD 43197          | 06h 13m 36s                              | -29° 53′ 50″                             | 8,95        | Nana gialla       | 1 (b)                        |
| HD 45364          | 06h 25m 39s                              | -31° 28′ 51″                             | 8,07        | Nana gialla       | 2 (b - c)                    |
| HD 47186          | 06h 36m 09s                              | -27° 37′ 20″                             | 7,8         | Nana gialla       | 2 (b - c)                    |
| HD 47536          | 06h 37m 48s                              | -32° 20′ 24″                             | 5,25        | Gigante arancione | 2 (b - c)                    |

## Mitologia

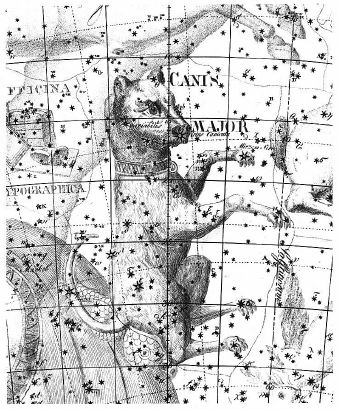
Il Cane Maggiore, con Sirio che ne segna il muso, in Uranographia di Johann Bode

Il Cane Maggiore è dominato dalla stella Sirio, anche chiamata la Stella del Cane, la stella più brillante di tutto il firmamento, quasi sicuramente la sola a formare la costellazione all'inizio. Arato di Soli si riferì al Cane Maggiore come al cane da guardia di Orione, che seguiva dappresso il suo padrone, ritto sulle zampe posteriori, con Sirio racchiusa tra le sue ganasce. Manilio la chiamò «il cane dal muso adirato». Sembra che il Cane Maggiore attraversi il cielo all'inseguimento della lepre, rappresentata appunto dalla costellazione della Lepre che sta sotto i piedi di Orione.
Gli studiosi di miti come Eratostene e Igino dicevano che la costellazione rappresentava Lelapo, un cane tanto veloce che nessuna preda riusciva a sfuggirgli. Questo cane ebbe un lungo elenco di proprietari, una dei quali fu Procri, figlia del Re Eretteo di Atene e moglie di Cefalo, ma i resoconti di come sia venuta in possesso dell'animale non sono unanimi. Secondo una versione il cane le fu dato da Artemide, dea della caccia; ma una storia più verosimile dice che Lelapo è il cane dato da Zeus a Europa e dal cui figlio Minosse, Re di Creta, fu passato a Procri. Insieme al cane le fu dato un giavellotto che non mancava mai il bersaglio; questo si dimostrò un regalo sfortunato, poiché fu con esso che il marito Cefalo l'uccise accidentalmente durante una partita di caccia.
Cefalo ereditò il cane e se lo portò dietro a Tebe (nella Beozia, a nord di Atene) dove una volpe malvagia stava devastando la campagna. La volpe era tanto veloce da apparire destinata a non essere mai catturata. Tuttavia il cane da caccia Lelapo era destinato ad acchiappare qualsiasi cosa gli capitasse a tiro. Scattarono tanto veloci che era difficile persino seguirli con gli occhi. Ci fu un attimo in cui sembrò che il cane fosse riuscito a stringere la sua preda fra le ganasce, ma se le ritrovò piene d'aria mentre la volpe di Teumesso riprendeva a correre con rinnovata energia. Era un paradosso senza possibilità di soluzione e allora Zeus tramutò entrambi in pietre, e sistemò il cane in cielo come il Cane Maggiore, senza la volpe.
Il nome Sirio viene dalla parola greca seiros che significa «che fa appassire» o «che inaridisce», molto appropriato per una cosa così splendente. Ai tempi dei Greci il suo sorgere all'alba proprio prima del Sole segnava l'inizio della parte più calda dell'estate, un periodo che da allora si chiamò Giorni del Cane (giorni canicolari). «Abbaiando lancia fiamme e raddoppia il caldo ardente del Sole» disse Manilio, esprimendo l'opinione dei Greci e dei Romani che quella stella fosse portatrice di gran caldo. Lo scrittore dell'antica Grecia Esiodo parlò di «teste e membra essiccate da Sirio», e Virgilio nelle Georgiche disse «la torrida Stella del Cane spacca i campi».
Germanico Cesare sottolineò chiaramente cosa ci si doveva aspettare quando Sirio sorgeva insieme al Sole. Rafforza i raccolti sani, ma uccide quelli dalle foglie aggrinzite o dalle radici deboli.
Questa descrizione del colore di Sirio è in contrasto con quella di Tolomeo che la descrisse rossastra, contrasto questo che ha dato origine a diverse congetture.